# Бурбон ле Бен
Бурбон ле Бен (фр. Bourbonne-les-Bains) насеље је и општина у североисточној Француској у региону Шампањ-Арден, у департману Горња Марна која припада префектури Лангр.
По подацима из 2011. године у општини је живело 2197 становника, а густина насељености је износила 33,84 становника/km². Општина се простире на површини од 64,93 km². Налази се на средњој надморској висини од 282 метара (максималној n. c. m, а минималној n. c. m).

## Демографија
| 1962. | 1968. | 1975. | 1982. | 1990. | 1999. | 2011. |
| ----- | ----- | ----- | ----- | ----- | ----- | ----- |
| 2.930 | 3.179 | 3.095 | 3.022 | 2.764 | 2.495 | 2.197 |

График промене броја становника у току последњих година